# برناديت باسكوم
برناديت باسكوم (بالإنجليزية: Bernadette Bascom)‏ هي مغنية أمريكية، ولدت في 1962.